# Себастьян Паласіос
Себастьян Паласіос (ісп. Sebastián Palacios, нар. 20 січня 1992, Сан-Мігель-де-Тукуман) — аргентинський футболіст, нападник грецького клубу «Левадіакос».
Виступав, зокрема, за клуби «Індепендьєнте» та «Панатінаїкос».
Чемпіон Аргентини. Володар Кубка Греції.

## Ігрова кар'єра
Народився 20 січня 1992 року в місті Сан-Мігель-де-Тукуман. Вихованець футбольної школи клубу «Бока Хуніорс». Дорослу футбольну кар'єру розпочав 2012 року в основній команді того ж клубу, в якій провів один сезон, взявши участь у 6 матчах чемпіонату. 
Згодом з 2013 по 2019 рік грав у складі команд «Уніон», «Арсенал» (Саранді), «Бока Хуніорс», «Тальєрес», «Пачука», «Тальєрес», «Пачука» та «Тальєрес».
Своєю грою за останню команду привернув увагу представників тренерського штабу клубу «Індепендьєнте», до складу якого приєднався 2019 року. Відіграв за команду з Авельянеди наступні два сезони своєї ігрової кар'єри. Більшість часу, проведеного у складі «Індепендьєнте», був основним гравцем атакувальної ланки команди.
Протягом 2020 року захищав кольори клубу «Ньюеллс Олд Бойз».
До складу клубу «Панатінаїкос» приєднався 2021 року. Станом на 26 липня 2023 року відіграв за клуб з Афін 68 матчів в національному чемпіонаті.

## Титули і досягнення
- Чемпіон Аргентини (1):

«Бока Хуніорс»: 2015
- Володар Кубка Аргентини (1):

«Бока Хуніорс»: 2014-2015
- Володар Кубка Греції (1):

«Панатінаїкос»: 2021-2022